# Hapalopus nondescriptus
Hapalopus nondescriptus là một loài nhện trong họ Theraphosidae.
Loài này thuộc chi Hapalopus. Hapalopus nondescriptus được Cândido Firmino de Mello-Leitão miêu tả năm 1926.